# Lea Sprunger
Pour les articles homonymes, voir Sprunger.
Lea Sprunger, née le 5 mars 1990 à Nyon, est une athlète suisse, spécialiste du sprint et des épreuves combinées.

## Biographie

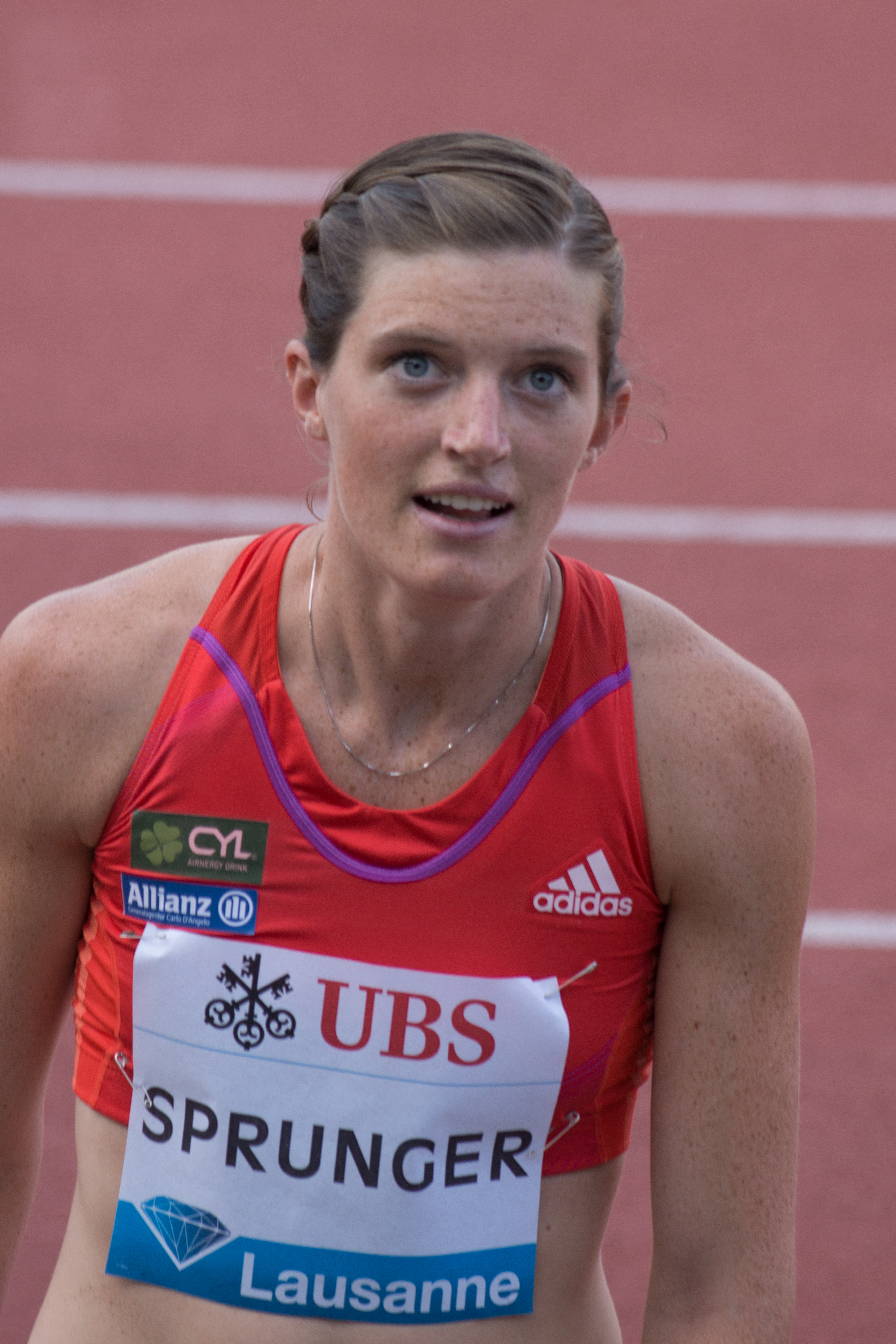
Lea Sprunger en 2012.

Originaire de Fischingen dans le canton de Thurgovie, Lea Sprunger passe son enfance dans la région nyonnaise. Elle commence la pratique du sport à l'âge de 10 ans sur incitation de ses parents. Elle débute avec la gymnastique avant de suivre sa sœur en rejoignant le club d'athlétisme de Nyon.
Lors des Jeux olympiques d'été de 2012, elle est capitaine de l'équipe suisse du relais 4 × 100 mètres. Elle s'y est préparée depuis 2010 pour obtenir sa participation. Néanmoins, elle reconnaît dans une interview que tout cela a vraiment débuté lorsqu'elle bat le record de Suisse durant le meeting d'Athletissima 2011. En tant que petite sœur d'Ellen Sprunger, elle reconnaît avoir tiré beaucoup de l'expérience de son aînée notamment par des sessions d'entraînement en commun.
En parallèle de ses activités sportives, Lea Sprunger exerce la profession d'organisatrice d'événements pour des manifestations sportives.

### Éclosion (2016)
Elle se lance ensuite sur l'épreuve du 400 m où elle réalise 55 s 60 en 2015 à La Chaux-de-Fonds puis descend sous les 55 secondes pour la 1re fois de sa carrière le 11 juin 2016 à Genève en 54 s 92.
Lea Sprunger fait partie des rares athlètes au niveau international à courir le 400 m haies sur 15 foulées. Le 10 juillet 2016, la Suissesse remporte la médaille de bronze des Championnats d'Europe d'Amsterdam en 55 s 41, derrière la Danoise Sara Slott Petersen (55 s 12) et la Polonaise Joanna Linkiewicz (55 s 33). 

#### Records de Suisse du 200 m et du 300 m haies
Peu après ces championnats, la Nyonnaise participe aux Championnats de Suisse sur 200 m où elle réalise l'incroyable performance de 22 s 38 (+ 0,4 m/s) et améliore le record national de Mujinga Kambundji (22 s 67 en 2015) ainsi que son record personnel réalisé en 2012 (23 s 08). Cette performance lui aurait permis de décrocher l'argent de la discipline aux Championnats d'Europe la semaine précédente.
Le 3 août suivant, elle bat le record de Suisse du 300 m haies en 38 s 93 à Langenthal.

### 4echrono de tous les temps sur 300 m (2017)
Le 4 février 2017, elle établit la meilleure performance mondiale de l'année en salle du 400 m en 51 s 46, son record personnel et réussit 23 s 06 sur 200 m. Elle échoue de peu aux records de Suisse sur les 2 épreuves, respectivement de 5 et 10 centièmes.

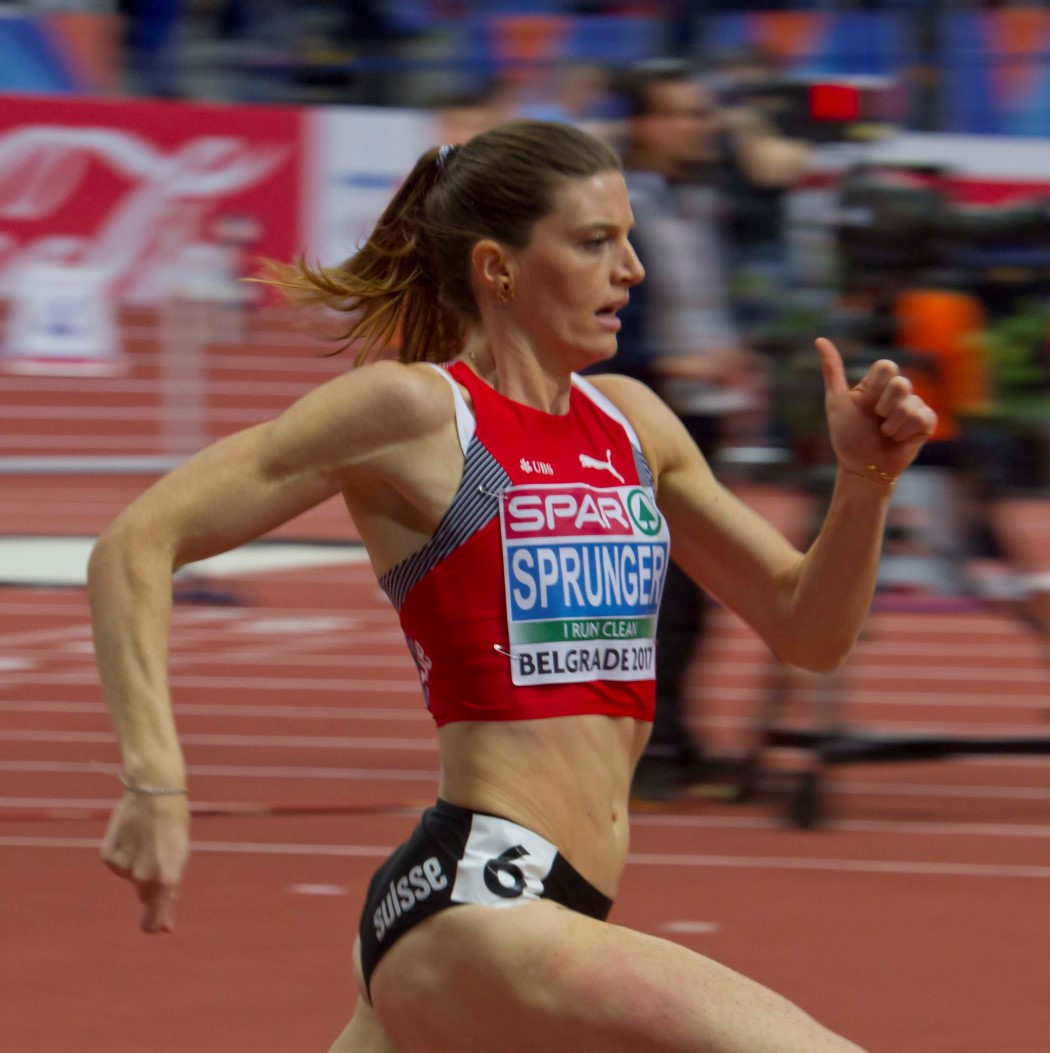
Lea Sprunger en finale du 400 m de l'Euro en salle 2017.

Elle améliore de nouveau son record personnel sur 200 m à l'occasion des Championnats de Suisse le 19 février, où elle court en 22 s 98, échouant pour 2 centièmes à nouveau du record national.
Lors des championnats d’Europe à Belgrade du 3 au 5 mars, elle s’aligne sur le 400m et parvient jusqu’en finale en dominant sa série ainsi que sa demi-finale dans les temps respectifs de 52 s 55 et 52 s 17. Au terme de la finale, elle se classe 5e avec le chrono de 53 s 08 après avoir dominé largement les 300 premiers mètres.
Le 25 mai, Lea Sprunger participe à Langenthal sur 300 m : elle réalise le temps de 35 s 70, qui est la 4e meilleure performance mondiale de tous les temps (derrière Ana Guevara 35 s 30, Kathy Cook et Chandra Cheeseborough 35 s 46 et Irena Szewińska 35 s 70 également). Il s'agit par ailleurs d'un record de Suisse et une meilleure performance mondiale de l'année. Deux jours plus tard, elle signe à Oordegem 55 s 21 sur 400 m haies, son deuxième chrono de sa carrière.
Le 8 juin, elle s'aligne au 400 m du Golden Gala de Rome, sa 1re course officielle en plein air sur cette discipline. Elle termine 7e en 51 s 56. Deux jours plus tard, sur 400 m haies lors du meeting de Genève, là où elle avait battu son record l'année précédente, Sprunger porte son record à 54 s 63 mais est toutefois battue par sa compatriote Petra Fontanive (54 s 56).
Le 2 juillet, elle bat à La Chaux-de-Fonds le record de Suisse du 400 m d'Anita Protti (51 s 32 en 1990) en réalisant le temps de 51 s 09. 5 jours plus tard, elle est alignée au 400 m haies du meeting Athletissima de Lausanne, étape de la Ligue de diamant : possédant le record personnel le plus bas (54 s 63 réalisé un mois plus tôt), elle surprend les athlètes en terminant 2e de la course derrière l'Américaine Ashley Spencer (53 s 90), en réalisant son nouveau record personnel à 54 s 29, échouant de peu au record national d'Anita Protti (54 s 25).
Le 22 juillet, elle devient vice-championne de Suisse du 200 m en 22 s 56, battue par Mujinga Kambundji (22 s 42).
Le 10 août 2017, elle termine 5e de la finale des championnats du monde de Londres sur 400 m haies, en 54 s 59.

### Saison 2018

#### Saison hivernale
Le 8 février 2018, à Madrid, Lea Sprunger réalise la meilleure performance européenne de l'année sur 400 m, en 51 s 61. La semaine suivante, lors de l'étape de Toruń du circuit mondial en salle de l'IAAF, Lea Sprunger fait la course en tête tout le long des 400 m et coupe la ligne d'arrivée en 51 s 28, nouvelle meilleure performance mondiale de l'année ainsi qu'un nouveau record de Suisse en salle, effaçant des tablettes les 51 s 41 d'Anita Protti de 1991. Invaincue sur ses 3 courses dans le circuit (Düsseldorf, Madrid et Toruń), la Suissesse est assurée de remporter le classement général et d'avoir sa place aux championnats du monde en salle, ainsi qu'une récompense de 20.000 dollars.
Le 18 février, lors des championnats de Suisse en salle à Macolin, Lea Sprunger remporte le titre et améliore le record de Suisse en salle du 200 m en 22 s 88. Après l'avoir manqué de deux centièmes en 2017, la meilleure sprinteuse mondiale de l'hiver améliore ainsi de 8 centièmes les 22 s 96 de Mireille Donders réalisés en 1998.

#### Disqualification aux mondiaux de Birmingham
Aux championnats du monde en salle de Birmingham, Lea Sprunger fait figure de favorite, au même titre que les Américaines. Le 2 mars, lors de son entrée en lice, la Suissesse négocie parfaitement sa série en s'imposant en 52 s 46. Lors des demi-finales, elle termine 2e de sa course en 51 s 71, derrière l'Américaine Shakima Wimbley (51 s 34) et se qualifie dans un premier temps pour la finale. Mais après visionnage des vidéos, elle est disqualifiée pour avoir posé son pied sur le couloir intérieur. Les disqualifications lors de ces championnats créeront une très grosse controverse et polémique, puisque 20 athlètes seront disqualifiés pour cette raison, un record. L'athlète parle « d'injustice » et a du mal à l'accepter.
Le 1er juillet, au Résisprint de La Chaux-de-Fonds, Lea Sprunger s'impose sur 400 m en améliorant son propre record de Suisse en 50 s 52. Il s'agit de la meilleure performance européenne de l'année.

#### Championne d'Europe du 400 m haies
Le 10 août 2018, dans le stade olympique de Berlin, Lea Sprunger remporte la médaille d'or du 400 m haies des championnats d'Europe de Berlin en 54 s 33, devant l'Ukrainienne Hanna Ryzhykova (54 s 51) et la Britannique Meghan Beesley (55 s 35). Elle devient la première Suissesse de l'histoire à remporter un titre continental.

### Championne d'Europe en salle du 400 m (2019)

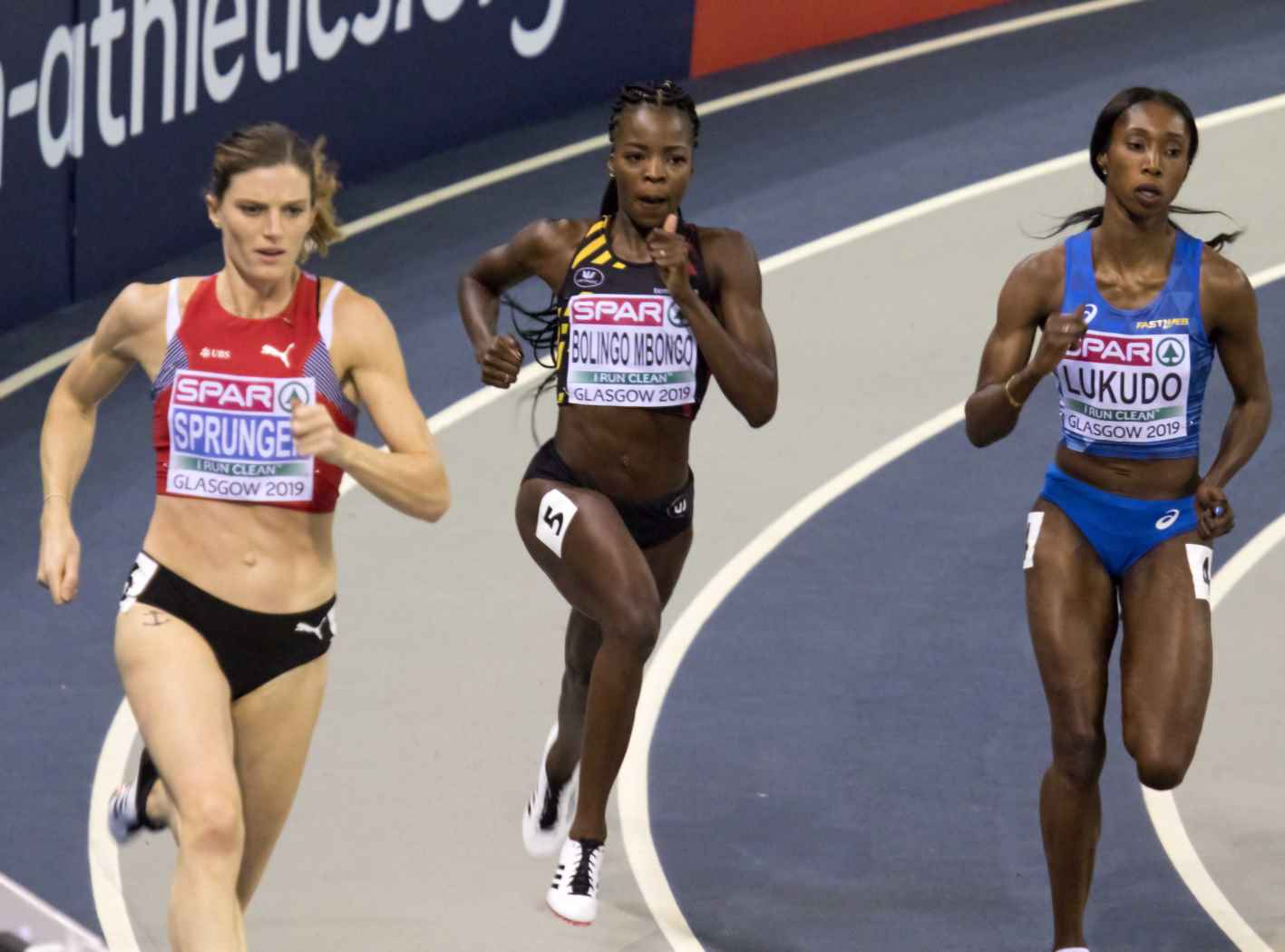
Léa Sprunger lors de la finale du 400m en salle

Désireuse de remporter le titre qu'elle a laissé s'envoler en 2017, Lea Sprunger remporte le 2 mars 2019 la finale du 400 m des championnats d'Europe en salle de Glasgow : auteure de la meilleure performance mondiale de l'année en 51 s 61, elle devance d'un centième seulement la Belge Cynthia Bolingo (51 s 62) et la Néerlandaise Lisanne de Witte (52 s 34).
Elle se classe 4e des championnats du monde 2019 à Doha et bat le record de Suisse du 400 m haies en 54 s 06. Elle est devancée par Dalilah Muhammad, qui établit un nouveau record du monde en 52 s 16, Sydney McLaughlin et Rushell Clayton.

## Vie privée
Elle a 2 sœurs et 1 frère. Sa sœur aînée, Ellen Sprunger, est également spécialiste de l'heptathlon et a participé aux Jeux olympiques et aux championnats du monde. Son autre sœur, cadette, se prénomme Nadia. Son frère Ralph est joueur de football.
Elle est la cousine de la cavalière Janika Sprunger, du joueur de foot Michel Sprunger et joueur de hockey sur glace Julien Sprunger.

## Palmarès
| Date | Compétition                          | Lieu                               | Résultat | Épreuve     | Temps         |
| ---- | ------------------------------------ | ---------------------------------- | -------- | ----------- | ------------- |
| 2007 | Championnats du monde cadets         | Ostrava                            | 13e      | Heptathlon  | 4 878 pts     |
| 2007 | Fest. olympique de la jeunesse euro. | Belgrade                           | 1re      | 4 x 100 m   | 46 s 17       |
| 2008 | Championnats du monde juniors        | Bydgoszcz                          | 10e      | Heptathlon  | 5 451 pts     |
| 2009 | Championnats d'Europe juniors        | Novi Sad                           | 3e       | Heptathlon  | 5 552 pts     |
| 2012 | Championnats d'Europe                | Helsinki                           | 6e       | 4 × 100 m   | 43 s 61       |
| 2013 | Jeux de la Francophonie              | Nice                               | 2e       | 200 m       | 23 s 83       |
| 2013 | Jeux de la Francophonie              | Nice                               | 2e       | 4 × 100 m   | 45 s 01       |
| 2014 | Relais mondiaux de l'IAAF            | Nassau                             | 5e       | 4 × 200 m   | 1 min 31 s 75 |
| 2014 | Championnats d'Europe                | Zurich                             | 9e       | 200 m       | 23 s 02       |
| 2014 | Championnats d'Europe                | Zurich                             | finale   | 4 x 100 m   | DNF           |
| 2015 | Relais mondiaux de l'IAAF            | Nassau                             | 8e       | 4 × 100 m   | 43 s 74       |
| 2015 | Championnats d'Europe par équipes    | Héraklion                          | 5e       | 400 m       | 53 s 49       |
| 2015 | Championnats d'Europe par équipes    | Héraklion                          | 3e       | 4 x 100 m   | 44 s 07       |
| 2015 | Championnats d'Europe par équipes    | Héraklion                          | 2e       | 4 x 400 m   | 3 min 33 s 18 |
| 2016 | Championnats d'Europe                | Amsterdam                          | 3e       | 400 m haies | 55 s 41       |
| 2017 | Championnats d'Europe en salle       | Belgrade                           | 5e       | 400 m       | 53 s 08       |
| 2017 | Championnats d'Europe par équipes    | Vaasa                              | 1re      | 400 m       | 51 s 61       |
| 2017 | Championnats d'Europe par équipes    | Vaasa                              | 3e       | 4 x 400 m   | 3 min 33 s 10 |
| 2017 | Championnats du monde                | Londres                            | 5e       | 400 m haies | 54 s 59       |
| 2018 | Circuit mondial en salle de l'IAAF   | Circuit mondial en salle de l'IAAF | 1re      | 400 m       | détails       |
| 2018 | Championnats d'Europe                | Berlin                             | 1re      | 400 m haies | 54 s 33       |
| 2018 | Ligue de diamant                     | Ligue de diamant                   | 6e       | 400 m haies | 55 s 36       |
| 2019 | Championnats d'Europe en salle       | Glasgow                            | 1re      | 400 m       | 51 s 61       |
| 2019 | Relais mondiaux de l'IAAF            | Yokohama                           | 7e       | 4 x 400 m   | 3 min 32 s 32 |
| 2019 | Championnats d'Europe par équipes    | Bydgoszcz                          | 2e       | 400 m       | 51 s 87       |
| 2019 | Championnats du monde                | Doha                               | 4e       | 400 m haies | 54 s 06       |
| 2020 | Circuit mondial en salle de l'IAAF   | Circuit mondial en salle de l'IAAF | 3e       | 400 m       | détails       |

## Records
| Épreuve     | Épreuve   | Performance  | Lieu              | Date             |
| ----------- | --------- | ------------ | ----------------- | ---------------- |
| 60 m        | En salle  | 7 s 32       | Saint-Gall        | 16 février 2019  |
| 100 m       | Plein air | 11 s 34      | Bulle             | 12 juillet 2014  |
| 200 m       | Plein air | 22 s 38      | Genève            | 17 juillet 2016  |
| 200 m       | En salle  | 22 s 88 (NR) | Macolin           | 18 février 2018  |
| 300 m       | Plein air | 35 s 70 (NR) | Langenthal        | 25 mai 2017      |
| 300 m       | En salle  | 36 s 72 (NR) | Metz              | 10 février 2019  |
| 400 m       | Plein air | 50 s 52 (NR) | La Chaux-de-Fonds | 1er juillet 2018 |
| 400 m       | En salle  | 51 s 28 (NR) | Toruń             | 15 février 2018  |
| 300 m haies | Plein air | 38 s 93 (NR) | Langenthal        | 3 août 2016      |
| 400 m haies | Plein air | 54 s 06 (NR) | Doha              | 4 octobre 2019   |
| Heptathlon  | Plein air | 5 651 pts    | Götzis            | 29 mai 2011      |